# Фауст: Любов проклятого
Фауст: Любов проклятого (англ. Faust: Love of the Damned) — супергеройський фільм жахів 2001 року.

## Сюжет
У молодої людини прямо у нього на очах убивають його коханку. Сильно засмутившись, Джон починає думати, чи не покінчити з життям, але тут він зустрічає якогось сивочолого джентльмена, що назвався буквою «М», і без довгих сумнівів продає йому душу — в обмін на можливість помститися мерзенним убивцям.

## У ролях
- Марк Фрост — Джон Джасперс / Фауст
- Ізабель Брук — Джейд де Камп
- Дженніфер Роуп — Блу
- Джеффрі Комбс — лейтенант Ден Марголіс
- Моніка Ван Кампен — Клейр
- Леслі Чарльз — диктор
- Фермі Рейксач — Комісар Маріно
- Юнікс Інокян — доктор Юрі Йамото
- Роберт Патерсон — керівник спецназу
- Марк Мартінес — Хапі
- Ендрю Дівофф — М
- Клер Ліч — медсестра Іда
- Франсіско Маестре — Бейз
- Ронні Свенссон — Біф
- Джулія Дейвіс — Джонсі
- Сарр Мамадон Алекс — Дон
- Чаро Оубінья — Ріццо
- Ферран Лаоз — Віто
- Джоан Гісперт — Велика голова
- Жан Вільям — Нацист
- Педро Мойя — Поланскі
- Ной Юзна — Панк
- Мігель Анхель Дженнер — патрульний Родрігес
- Мішель Хеннер — маленька Джейд
- Карлос Ласарте — Шах
- Мотокадзю Кавамура — Стінгер

в титрах не вказані
- Метт Фаллетта — поліцейський
- Холлі Ван — людина у возз'єднанні
- Дірк Роджерс — ліліпут